# Enrique Oltra Moltó
Enrique Oltra Moltó (Alcoi, 15 de juny de 1921 - 1993) fou un enginyer i polític valencià, governador civil i procurador en Corts durant el franquisme. Va estudiar enginyeria industrial a Alcoi i es llicencià en dret a la Universitat de València. Finalment es va doctorar en dret a la Universitat de Múrcia en 1975. Ha estat catedràtic d'Organització d'Empresa de l'Escola Universitària d'Enginyers Tècnics Industrials de València.
El 1951 fou escollit regidor de l'ajuntament d'Alcoi pel terç d'entitats, el 1953 hi fou cap local del Movimiento Nacional i de febrer de 1954 a desembre de 1962 fou alcalde d'Alcoi, alhora que diputat de la Diputació de València i membre del Consell Provincial del Movimiento. Des del seu càrrec va impulsar la creació d'institucions culturals com l'Institut Alcoià de Cultura "Andrés Sempere".
El 1963 fou secretari general d'Universitats Laborals del Ministeri de Treball d'Espanya i el 1964 delegat provincial a Santander del Ministeri d'Informació i Turisme. El 1966 fou nomenat governador civil d'Àlaba, càrrec que deixà el 1968 quan fou nomenat governador civil de Guipúscoa. El 1970 deixà el càrrec quan fou nomenat governador civil de Múrcia i es va mantenir en el càrrec fins que fou nomenat governador civil de València el 1973. El mateix any també fou nomenat procurador en Corts. El seu mandat a València es va caracteritzar per la seva afició a castigar les infraccions d'espectacles, reunions o actes públics amb sonores multes, raó per la qual fou conegut com a alta multa. També va facilitar el sectarisme reaccionari de Lo Rat Penat oposant-se a l'elecció de Manuel Sanchis i Guarner. Va deixar el càrrec l'abril de 1976, en plena batalla de València.
Posteriorment ha estat lletrat assessor de diverses empreses i president del Consell Superior de Col·legis Oficials de Perits Industrials.

## Obres
- El hijo ilegítimo no natural: su situación jurídica,
- Derecho de la empresa,
- Germanor, sempre València (1959),
- La Formación Profesional ante el desarrollo económico y social de España (1963)
- La integración del trabajador en la empresa como cauce de promoción social (1970).